# Arnaud Desplechin
Arnaud Desplechin (Roubaix, 31 de outubro de 1960) é um roteirista e cineasta francês.

## Filmografia[2]

### Diretor
- 1992 : La Sentinelle
- 1996 : Como Eu Briguei (Por Minha Vida Sexual) (Comment je me suis disputé… (ma vie sexuelle))
- 2000 : Esther Kahn
- 2003 : Léo, en jouant « Dans la compagnie des hommes »
- 2004 : Reis e Rainha (Rois et Reine)
- 2008 : Um Conto de Natal (Un conte de Noël)
- 2013 : Terapia Intensiva (Jimmy P. (Psychothérapie d'un Indien des Plaines))
- 2015 : Três Lembranças Da Minha Juventude (Trois souvenirs de ma jeunesse)
- 2017 : Os Fantasmas de Ismael (Les Fantômes d'Ismaël)
- 2019 : Oh Mercy! (Roubaix, une lumière)
- 2021 : Tromperie
- 2022 : Frère et Soeur